# Anthony Clemmons
Pour les articles homonymes, voir Anthony et Clemmons.
Anthony Clemmons, né le 15 août 1994 à Lansing, au Michigan, est un joueur américano-kazakh de basket-ball qui évolue aux postes de meneur et d'arrière.

## Biographie
Le 23 juin 2016, il automatiquement éligible, il n'est pas sélectionné à la draft 2016 de la NBA.
En août 2016, Clemmons signe son premier contrat professionnel en Autriche au Hallmann Vienna (en).
Le 26 juin 2017, il signe au Kazakhstan avec l'Astana Tigers où il reste deux ans, de 2017 à 2019.
Le 17 juillet 2019, il part en France et signe à l'AS Monaco.
En novembre 2021, Clemmons rejoint le Türk Telekom, club de première division turque évoluant à Ankara.

## Palmarès
- Joueur du mois en VTB United League : décembre 2018

## Statistiques

### Universitaires
| Saison    | Équipe | Matchs | Titul. | Min./m | % Tir | % 3pts | % LF | Rbds/m. | Pass/m. | Int/m. | Ctr/m. | Pts/m. |
| --------- | ------ | ------ | ------ | ------ | ----- | ------ | ---- | ------- | ------- | ------ | ------ | ------ |
| 2012-2013 | Iowa   | 38     | 13     | 16,9   | 37,7  | 36,2   | 73,1 | 1,63    | 2,76    | 0,55   | 0,21   | 4,34   |
| 2013-2014 | Iowa   | 32     | 0      | 11,3   | 52,2  | 40,0   | 61,5 | 1,28    | 1,69    | 0,34   | 0,12   | 2,44   |
| 2014-2015 | Iowa   | 34     | 12     | 19,9   | 38,1  | 37,3   | 75,0 | 1,94    | 1,88    | 0,71   | 0,03   | 4,79   |
| 2015-2016 | Iowa   | 33     | 33     | 29,6   | 43,5  | 31,0   | 60,5 | 2,64    | 3,67    | 0,97   | 0,18   | 8,94   |
| Total     | Total  | 137    | 58     | 19,4   | 41,5  | 34,6   | 67,1 | 1,87    | 2,51    | 0,64   | 0,14   | 5,12   |